# Berikon

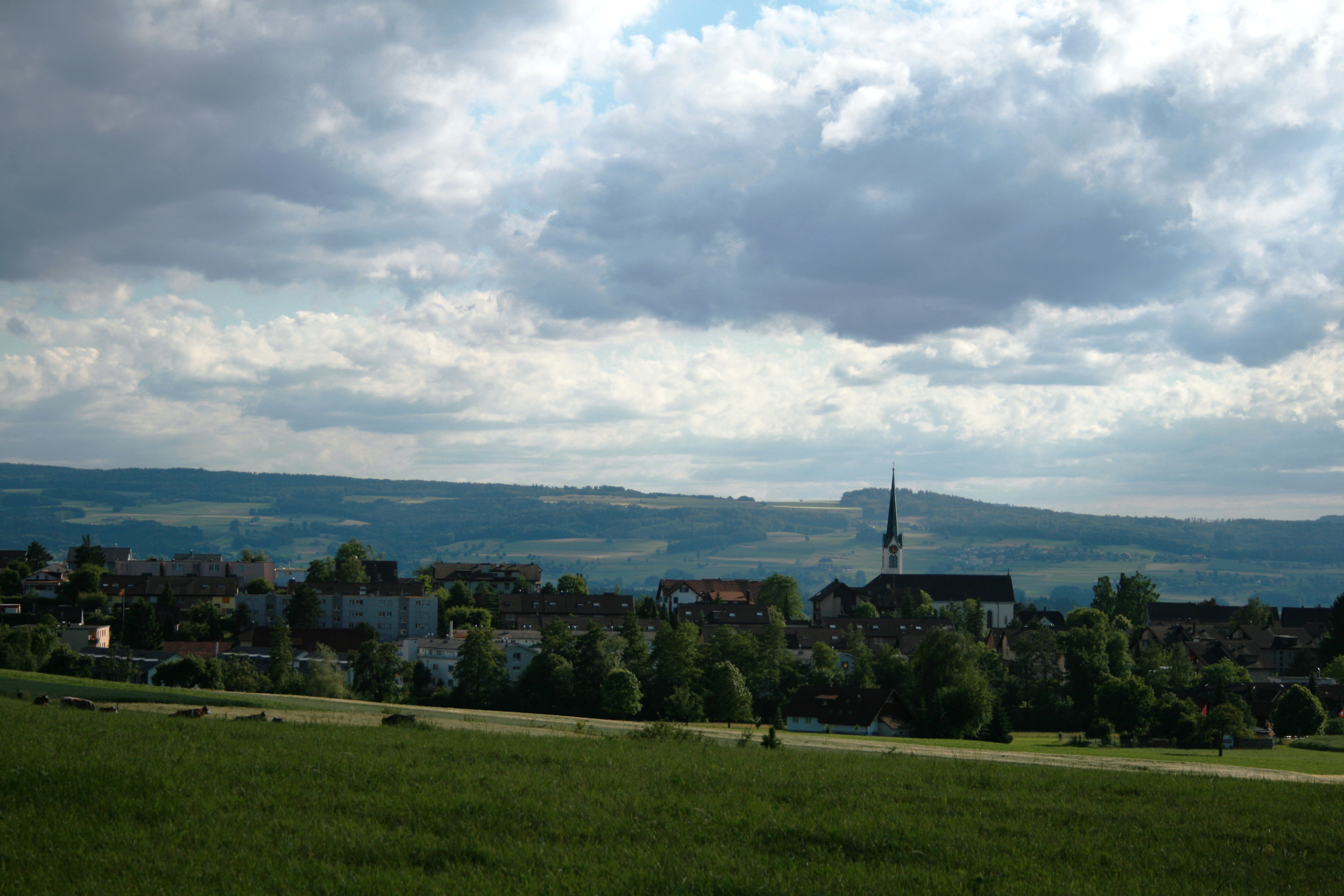
Berikon.

Berikon (schweizertyska: Berke) är en ort och kommun i distriktet Bremgarten i kantonen Aargau, Schweiz. Kommunen har 4 934 invånare (2023).